# 1996년 차르키다드리 공중 충돌 사고
차르키다드리 상공 공중 충돌(영어: 1996 Charkhi Dadri mid-air collision)은 1996년 11월 12일 인도 하리아나 주 차르키다드리 마을 인근 상공에서 뉴델리발 담맘행 사우디아라비아 항공 763편(SVA 763)의 보잉 747-168B 항공기와 카자흐스탄의 쉼켄트발 뉴델리행 카자흐스탄 항공 1907편(KZK 1907)의 일류신 IL-76 항공기가 공중 충돌, 양 항공기 탑승객 349명 전원이 사망한 사고이다. 역사에서도 죽음의 공중 충돌이라고 기록되고 있다. 그리고 5년 후 일본에서 비슷한 사고가 있었다.

## 과정과 원인
현지 시각으로 6시 32분, 칼리드 알 소발리 기장과 부조종사인 나지르칸, 항공 기관사인 에브리스로가 조종을 맡은 763편은 인디라 간디 국제공항을 출발했으며, 젠나디 체르파노브 기장과 라디오 조종관인 예고르 레프가 조종을 맡은 1907편은 착륙을 위해 하강하고 있었다. 양 항공기는 접근 관제사인 VK 두타에 의해 관제를 받고 있었다.
공항에서 74마일(119 km) SV763편이 카자흐스탄항공 1907편과 같은 항공로로 선회하는 동안 1907편은 15,000피트(4,600m)에서 하강했지만 충돌 회피 지시로 다시 14,000피트(4,300m)로 상승했다. 8분 후 오후 6시 40분경, 카자흐스탄항공1907편은 배정된 15,000피트 고도로 상승한다고 보고했지만, 실제로는 더 낮은 14,500피트(4,400m)였으며 여전히 하강중이었다. 이 시각 두타는 "시야 기록을 통해 반대편 10마일(16 km)에 있는 사우디 보잉 747은 12시경에 교통량을 확인한다."고 신중하게 결정하였다.
관제관이 카자흐스탄항공1907편을 다시 호출했으나, 응답을 받지 못했다. 그는 다른 비행편간의 거리에 대해서 주의를 내렸으나 이미 늦어 양 항공기는 충돌하였다. 카자흐스탄항공1907편의 꼬리부분이 사우디아라비아항공763편의 왼쪽 날개를 얇게 스쳤다. 사우디아라비아항공763편은 왼쪽 날개에 있는 수평 안정장치를 잃고 그 결과, 소용돌이 자세로 공중 분해되면서 곤두박칠 치기 시작했으며, 항공기는 거의 시간당 705마일의 속도로 지면에 추락하였다. 카자흐스탄항공1907편의 동체는 평야에 추락할 때까지 구조적으로 손상되지 않은채 잔존하고 있었다. 구조대원들이 4명의 중상 생존자를 발견하였으나 곧 머지않아 전원 사망했다. 이 사고로 사우디아라비아항공763편에 탑승한 승객 312명과 카자흐스탄항공1907편에 탑승한 37명 전원이 사망한 비참한 사고로 기록되었다.
미국 공군의 조종사인 티모시 J 플레이스는 사고의 유일한 목격자였다. 그는 처음에 록히드 사의 C-141B 스타리프터로 접근하고 있었는데, 그의 증언은 "구름속에서 갑자기 밝은 붉은 색의 빛이 번쩍였다"는 것이었다.

## 승객과 승무원

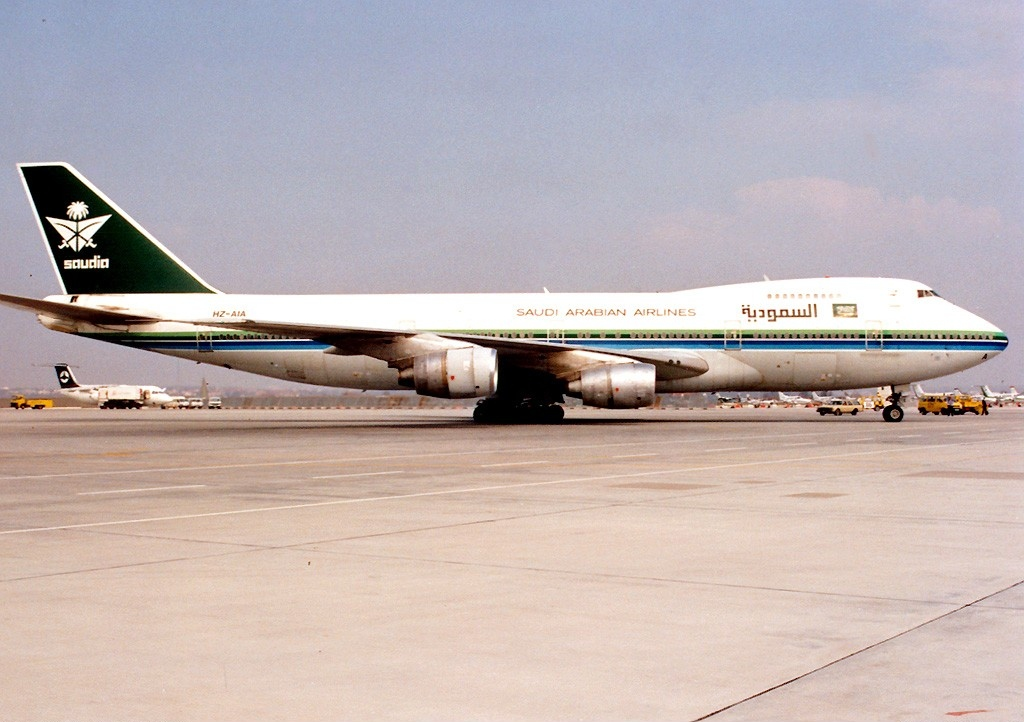
사우디아라비아 항공 763편의 항공기

### 사우디아라비아 항공763편
11월 14일 뉴욕타임즈에서는 정기적으로 해외 근로차 사우디아라비아로 가는 215명의 인도인들이 비행편에 탑승한다는 기사를 보도했다. 많은 인도인들이 근로 또는 근로 계획을 가지고 블루 칼라 노동자만큼이나 집사, 운전 기사, 요리사 일에 종사한다는 것이었다. 그 기사에서는 또한 정기적으로 40명의 네팔인들과 3명의 미국인들이 탑승했었다고 보도하였다.
1996년 11월 13일 뉴욕타임즈 기사에 따르면, 승객중 명백하게 다른 국적의 17명이 포함되었으며, 네팔인 9명, 파키스탄인 3명, 미국인 2명, 방글라데시인 1명, 영국인 1명과 사우디인 1명이 포함되었다는 것이었다.
승무원중 12명중에서 반테러리즘 기구의 회원인 5명이 포함되었으며, 대부분은 사우디아라비아 국민들이었다.

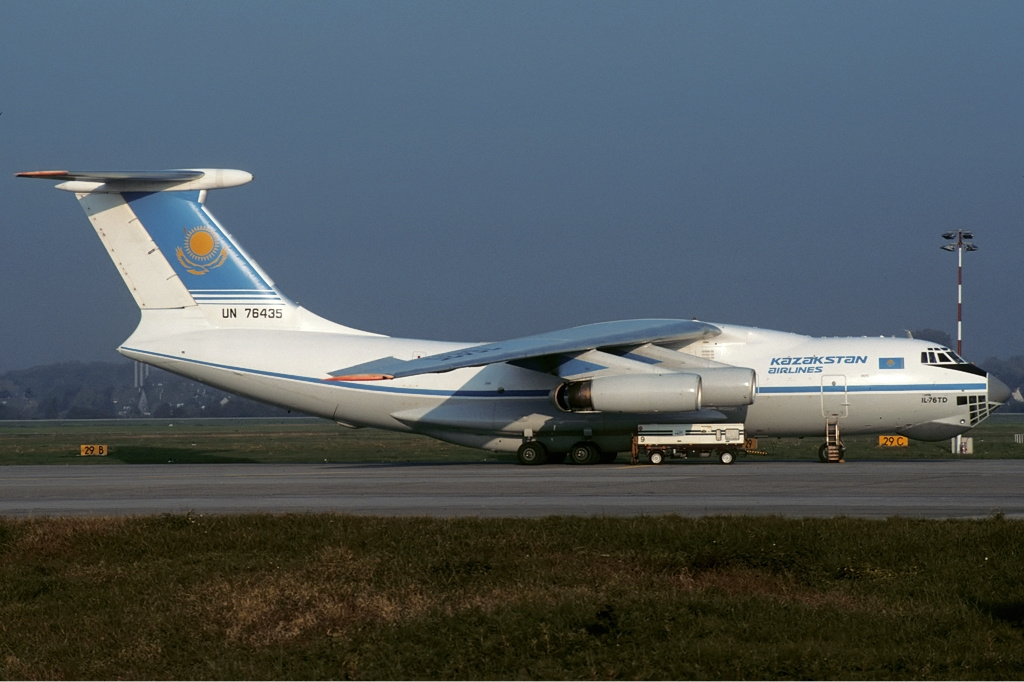
카자흐스탄 항공 1907편의 항공기

### 카자흐스탄 항공1907편
카자흐스탄의 한 회사가 이용한 전세비행편이었으며, 승객들의 대부분은 쇼핑목적으로 인도로 향하던 러시아계 카자흐스탄 국민들이였는데, 13명의 카자흐스탄 무역업자들도 이 비행편에 탑승한 사실이 밝혀졌다.

## 사고 조사와 보고서
당시 델리 고등법원 판사였던 라메시 찬드라 라호티의 명령 아래 사고조사가 실시되었다. 항공 관제사 길드와 두 항공사로부터 공탁을 취급하였으며, 비행 기록장치는 각자 모스크바와 영국 햄프셔 주 판버러에서 항공사고 조사관의 지휘에 따라 해독되었다.
비행 기록장치에 따르면, 이 사고는 카자흐스탄 IL-76 조종사의 과실이었다는 쪽에 무게를 실리는데, 하강 당시 할당된 고도인 15,000피트(4,600m)에서 14,500피트(4,400 m)와 그 후 14,000피트(4,300 m) 보다도 아래에 있었던 것이었다. 보고서에서는 이 작동 절차의 중대한 위반에 대해 카자흐스탄 조종사의 미숙한 영어실력이 한 몫 했을 것이라 생각하고 있었으며; 그들은 관제사와의 통신을 위한 그들의 라디오 기사를 완전히 신뢰하고 있었다. 카자흐스탄 관리들은 항공기가 하강하는 동안 조종사가 적란운의 한가운데에서 난기류와 사투를 벌이고 있었다고 명확히 인정하였다. 또한 충돌하기전 몇초 동안, 카자흐스탄 항공기가 약간 상승하였고 두 항공기가 충돌했다는 것이었다. 만약 그들이 약간 상승하지 않았다면, 사우디 항공기 밑으로 통과할 수 있었을 것 같다는 것이었다. 이것은 충돌하기 전까지는 당연히 1907편의 라디오 기사가 기억해야 하지만, 그는 그들이 15,000피트에서 비행하고 있다는 것을 전달하지 않았다는 내용이다. 그는 조종사들에게 기장이 레버를 풀로 당기고 상승하라는 지시를 내렸다면, 사우디 항공기와 충돌할 수 밖에 없었다고 말했다. 사우디 항공기의 비행기록에서 조종사들이 기도문을 암송한 것이 드러난 것에 대해 이슬람 율법에 따라 그들이 죽음에 직면했을때를 의미한다는 것이었다. 항공관제사 모임의 권고에 따라 기상학적 보고를 인용하여 난기류가 존재했을 가능성은 받아들여지지 않았으나, 그 상태는 구름속에서 충돌이 일어났음을 암시하는 내용이었다. 기장의 진술서에 의해 그것을 실증하는 내용이었다. 그 부분에서, 록히드 C-141b 스타리프터 사령관의 진술에 따르면 그는 사고가 난 시각에 뉴델리를 향해 비행하고 있었다는 것이었다. 그의 승무원들도 유사한 진술서를 제출하였다. 궁극적인 원인은 카자흐스탄 조종사가 관제사 지시를 이행할때의 실수로 빚어진 것이며, 그것이 구름속의 난기류로 인한 당연한 결과 일지 또는 의사소통 문제의 필연적인 것인가였다.
인디라 간디 국제공항은 제2의 감시 레이다가 없었으며, 항공기 고도의 판단은 강제적으로 실시되었는데; 대신 공항에는 구형인 제1레이다가 있었으며, 어느쪽도 한 방향으로의 근접한 판단을 하고 있었다. 덧붙여 뉴델리 주위의 민간 공역은 출발과 도착의 한 회랑이었다. 모든 구역은 분리된 회랑안으로도 출발과 도착으로 구분되어 있었다. 그 공역은 인도 공군이 관할하는 많은 공역중의 하나에서는 유일한 민간 회랑이었다. 사고로 인해, 항공사고 조사 보고서에서는 항공 교통 관제 절차와 뉴델리 공역의 인프라를 교체를 장려하였는데: 귀환편과 출발항공편의 분리를 통한 '항공 회랑'의 증대, 항공기 고도 정보를 위한 제2항공 관제 레이다의 설치, 인도 공역 그리고 공역 축소 이면에 있는 이전 뉴델리에서의 인도 공군에 의한 베타적 관제 아래에서의 강제 충돌 회피 장비 상업 항공기로의 확대 운영 등이었다.
인도의 민간 항공 당국은 인도 공역으로 들어오는 항공기와 인도 공역 밖으로 나가는 모든 항공기에 공중충돌방지장치(ACAS)를 탑재할 것을 명령했다. 이것은 세계에서 공중충돌방지장치 탑재 명령 이행의 첫 번째 사례이다.